# Momentum Mozgalom
Hnutí Momentum, maďarsky Momentum Mozgalom, zkráceně Momentum – případně MoMo, je politická strana v Maďarsku, která se stala známou počátkem roku 2017, kdy sesbírala více než 200 000 podpisů za účelem vyhlášení referenda ve věci kandidatury Budapešti jako pořadatelského města pro letní olympijské hry v roce 2024.

## Historie
Hnutí Momentum Mozgalom vzniklo počátkem roku 2015. Dne 3. listopadu 2016 byl zaregistrován Momentum Egyesület, předsedou byl zvolen právník Dániel Károly Csala.
Dne 19. ledna 2017 hnutí zahájilo petiční akci za účelem vypsání referenda s otázkou: „Zdali chcete, aby Magistrát hlavního města Budapešti stáhl kandidaturu pro letní olympijské a paralympijské hry 2024?". O měsíc později 17. února 2017 členové hnutí odevzdali volebnímu úřadu podpisové archy s 266 151 podpisy. Dne 22. února oznámil budapešťský primátor István Tarlós, že kandidaturu hlavního města stáhne. Formálně o tom rozhodlo městské zastupitelstvo koncem února.
Dne 4. března 2017 rozhodl sjezd hnutí o přetvoření v politickou stranu. Členy se stalo 99 delegátů, byly přijaty stranické stanovy a zvoleno první vedení strany. Předsedou strany se stal právník András Fekete-Győr (* 1989).
V dubnu 2017 strana započala novou podpisovou akci pro pořádání lidového hlasování ve věci fungování Středoevropské univerzity (CEU).
Momentum neúspěšně kandidovalo v parlamentních volbách 2018., ačkoliv podle některých předvolebních průzkumů mělo šanci na úspěch.
Ve volbách do Evropského parlamentu 2019 skončilo se ziskem 9,93 % odevzdaných hlasů na třetím místě se ziskem dvou mandátů v EP.
V roce 2020 hnutí uzavřelo s dalšími stranami širokou levicově–zelenou koalici s názvem Společně pro Maďarsko, jejímiž členy byly mimo jiné i postkomunistická Maďarská socialistická strana a krajně pravicové nacionalistické Hnutí za lepší Maďarsko. Koalice měla za cíl porazit v parlamentních volbách 2022 pravicovou koalici Fidesz–KDNP premiéra Viktora Orbána. Utrpěla však volební porážku a po přerozdělení získaných 57 mandátů mezi všechny strany koalice má hnutí Momentum v současném parlamentním cyklu (2022–2026) jen 10 poslanců. 

## Kritika

### Násilí proti úřední osobě
V únoru 2024 byli na dva členové hnutí – současný poslanec a bývalý předseda hnutí András Fekete-Győr a městský zastupitel Budapešti a „známý provokatér“ Bendegúz Szarvas Koppány – shledáni vinnými ve věci násilí proti úřední osobě a odsouzeni soudem druhé instance, jelikož během jinak poklidné demonstrace v prosinci 2018 zaútočili ve skupině slzným granátem proti hlídkujícím policistům.

### Nezákonné financování volební kampaně
Dne 20. února 2024 zveřejnil maďarský Státní kontrolní úřad (Állami Számvevőszék) dílčí výsledek auditu financování kampaní politických stran před parlamentními volbami 2022. V rámci této kontroly vyplývající ze zákonné povinnosti úřadu bylo zjištěno, že šest politických stran, které uzavřely alianci Společně pro Maďarsko, účelově obešely zákonné požadavky týkající se financování jejich společné kampaně, omezení výše nákladů na kampaň a vyúčtování kampaně. Strany využily více než 4 miliardy forintů, které získaly od zahraničních sponzorů, čímž vědomě porušily volební zákon. Vlivný poradce Demokratické strany USA Eric Koch doznal, že část finančních prostředků, které koalice získala od organizace 
Action for Democracy ovládané Dávidem Korányiem, poradcem budapešťského primátora Gergelye Karácsonye, daroval George Soros. Státní kontrolní úřad uložil těmto šesti stranám pokutu v celkové výši 261 milionů forintů. Zaroveň se obrátil na Národní daňový a celní úřad (Nemzeti Adó- és Vámhivatal), který zahájil vlastní nezávislé vyšetřování původu sponzorských darů.

## Stranický aparát a program

### Ideje a program
Strana odmítá tradiční pravo-levé rozdělení. Zastává národní, liberální a také konzervativní hodnoty. Podporuje například globální trh, integrované vzdělávání, možnost interrupce, společenskou diskuzi o státní regulaci práv homosexuálů a legalizaci některých měkkých drog pro účely medicíny.

### Struktura
Stranická organizace funguje zatím v Budapešti, Szegedu, Miskolci a v Londýně. Podle Anny Orosz hnutí Momentum Mozgalom podporuje asi 35 000 lidí.

### Vedení strany
| Od                | Do                | Předseda           |
| ----------------- | ----------------- | ------------------ |
| 4. březen 2017    | 10. říjen 2021    | András Fekete-Győr |
| 10. říjen 2021    | 21. listopad 2021 | Anna Orosz         |
| 21. listopad 2021 | 29. květen 2022   | Anna Donáth        |
| 29. květen 2022   | 28. leden 2024    | Ferenc Gelencsér   |
| 28. leden 2024    | 7. červenec 2024  | Anna Donáth        |
| 7. červenec 2024  |                   | Márton Tompos      |

### Poslanci
- Poslanci devátého Evropského parlamentu (2019–2024): Katalin Cseh, Anna Júlia Donáth.
- Poslanci Zemského sněmu (2022–2026): Ferenc Gelencsér, Dávid Bedő (předseda parlamentní frakce), Márton Tompos, András Fekete-Győr, Miklós Hajnal, Lajos Lőcsei, Anna Orosz, Éva Sebők, Szabolcs Szabó, Endre Tóth.

## Volební výsledky

### Volby do Zemského sněmu
| Volby | Celostátní kandidátní listina (90) | Celostátní kandidátní listina (90) | OEVK (109) | OEVK (109) | Mandáty | Mandáty | Status         |
| Volby | Hlasy                              | %                                  | Hlasy      | %          | Počet   | %       | Status         |
| ----- | ---------------------------------- | ---------------------------------- | ---------- | ---------- | ------- | ------- | -------------- |
| 2018  | 175 229                            | 3,06                               | 75 033     | 1,36       | 0/199   | 0       | Mimo parlament |
| 20221 | 1 947 331                          | 34,44                              | 1 983 708  | 36,90      | 10/199  | 5,02    | Opozice        |

1: Momentum Mozgalom kandidovalo v rámci široké levicově–zelené koalice Společně pro Maďarsko (DK–Jobbik–LMP–Momentum–MSZP–Párbeszéd).

### Volby do Evropského parlamentu
| Volby | Počet hlasů | Hlasy v % | Počet mandátů | Politická skupina EP | Evropská strana |
| ----- | ----------- | --------- | ------------- | -------------------- | --------------- |
| 2019  | 344 512     | 9,93      | 2/21          | ALDE/Obnova Evropy   | ALDE            |
| 2024  | 169 082     | 3,70      | 0/21          | —                    | ALDE            |